# Sassacus barbipes
Sassacus barbipes är en spindelart som först beskrevs av George William Peckham och Elizabeth Maria Gifford Peckham 1888.  Sassacus barbipes ingår i släktet Sassacus och familjen hoppspindlar. Inga underarter finns listade i Catalogue of Life.